# 河北大学工商学院
38°52′32.31″N 115°34′19.99″E / 38.8756417°N 115.5722194°E
河北大学工商学院，是位于中华人民共和国河北省保定市的一所已于2020年停办的独立学院。。

## 历史
2001年，河北大学创建全日制本科层次的独立学院河北大学工商学院。校址位于河北大学新校区，与河北大学部分专业共享校园设施。
2021年1月25日，经中华人民共和国教育部批准，原由河北大学管理的独立学院河北大学工商学院自2020年起停止招生、终止办学，待现有在校生全部毕业后依法依规履行撤销建制程序。
学校停办后，原办学设施并入母体河北大学。

## 院系设置
| - 人文学部 - 信息学部 - 经济学部 | - 管理学部 - 国交学部 |

## 知名校友
- 尉迟琳嘉 主持人